# Адаменко Микола Петрович
Мико́ла Петро́вич Ада́менко (нар. 20 грудня 1931, Загребелля, Сосницький район, Чернігівська область — пом. 7 травня 2022, Сосниця) — український поет, філолог. Член СПУ (1988). Лауреат обласних премій імені Б. Грінченка та імені М. Коцюбинського. Нагороджений орденом «За мужність» (2005).
Жертва комуністичного терору. Політв'язень радянських тюрем і концтаборів (1953—1956).

## Біографія
Народився 1931 року на Чернігівщині. Його батько тривалий час працював головою правління місцевого колгоспу, а перед самою німецько-радянською війною очолив сільську раду. 1942 року в час фашистської окупації він був схоплений і розстріляний гітлерівцями. Для Миколи Адаменка і його малої сестрички Ліди настали скрутні часи, оскільки мати Наталія Михайлівна, тяжко працюючи у колгоспі, не могла самотужки прогодувати своїх дітей.
1950 року, після закінчення Сосницької середньої школи, вступив на філологічний факультет Київського університету, маючи у своєму творчому доробку кілька віршів, опублікованих у районній газеті. На факультет журналістики не пропустила мандатна комісія, бо «перебував на окупованій території». Рік навчався на романо-германському відділенні, відтак перевівся на українське. Брав участь у дискусіях на засіданнях університетської літературної студії.
Незабаром став об'єктом розробок МДБ. У сейфах накопичувалися надіслані його знайомими оперативні донесення. Приміром ось такі:

| - «Із розмов із Адаменком мені відомо, що він незадоволений колгоспним ладом, мотивуючи це тим, що його мати весь вік без просвітку ішачить у колгоспі й лишається злидаркою із злидарок» - «Він різко негативно висловлювався про писанину П.Тичини, „Київські оповідання“ Юрія Яновського, „Золототисячник“ І. Рябокляча, посилаючись на те, що у цих творах багато патоки і не проглядуються суворі реалії життя» - «Придбану мною брошуру про Грушевського і книжечку по історії України я давав читати Адаменку М., і він читав її в гуртожитку…» - «…Якось я зайшов на квартиру однокурсника Доценка Р. і застав там Адаменка, який читав „Сонячну Машину“ Винниченка. Микола Адаменко казав мені, що в Доценка читав також Єфремова „Історія української літератури“…» |
До цих донесень прилучені викрадені в Адаменка конспекти, чернетки віршів, приватні листи. Всі ці матеріали стали підставою для прорисовки політичного портрета сина розстріляного фашистами радянського активіста як потенційного ворога сталінського режиму. 22 листопада 1952 року викликаний у Міністерство держбезпеки для «профілактичної бесіди», яка тривала майже добу з ночівлею в будівлі на Короленка 33. Під час цієї зустрічі Адаменко не зрікся своїх поглядів, а відверто визнав і описав їх у своїй пояснювальній записці, що визначило його майбутню долю:

| Так, я сповідував ворожі існуючій владі погляди з багатьох проблем. Наприклад, я дуже скептично ставився до національної політики партії… Я дійшов висновку, що колгоспний лад не задовольняє потреб народу… В школах і навчальних закладах запровадити викладання тільки українською мовою… Україна повинна лишатися в федерації, але їй має бути надана повна свобода розпоряджатися своїми багатствами і культурними цінностями. Корінь усіх зол я вбачав у партійному керівництві. Нині в партії дуже багато чужих народові елементів, тому потрібна або чистка партії, або її перебудова… |
У той час державні органи посилено готували сценарій показового політичного процесу над неіснуючою підпільною націоналістичною організацією, яка мала складатися із студентів київських вишів. Під кінець грудня у Києві прокотилася хвиля арештів студентської молоді. 29 грудня 1952 року було арештовано одногрупника Г. Волощука, з яким Микола мав довірливі стосунки і якого інформував про візит до дебістів. 14 січня 1953 року начальник 2-го відділення відділу 5-го управління МДБ підполковник Шишкін виніс постанову про арешт Адаменка (мовою оригіналу):

| «Находясь на учебе в КГУ и будучи враждебно настроеным к существующему строю, высказывает антисоветские взгляды и пишет националистические стихи, с содержанием которых знакомит студентов университета. Преступная деятельность Адаменко подтверждается многими показаниями свидетелей… Исходя из этого, постановил: Адаменко Н. П., проживающего по Воздухофлотскому шоссе, № 35, кв.90, подвергнуть аресту и обыску» |
На основі цієї постанови наступного дня був виписаний ордер № 4 на обшук і арешт Адаменка, який ствердив Генеральний прокурор республіки Роман Руденко. Микола відчував стеження за собою та неминучий арешт і, достроково склавши зимову сесію, потай виїхав додому на Чернігівщину. Отож дебісти мусили по морозі діставатися до глухого Загребелля, де пізнього вечора 18 січня й заарештували «втікача» і доправили його в слідчу тюрму на вулиці Короленка (Володимирській) разом із виявленим при обшуку єдиним речовим доказом його ворожої діяльності — книгою «Українська муза». Третього учасника майбутнього процесу Ростислава Доценка було арештовано 14 лютого 1953.
Слідчі МДБ прагнули зробити безкомпромісного Адаменка однією з центральних постатей містифікованого судового процесу. Про це свідчить те, що за неповні сім тижнів ув'язнення йому було вчинено аж 24 допити. Бувало, його двічі допитували на добу, аби вичавити якомога більше прізвищ якщо не приятелів, то хоча б побіжно знайомих.
Нарешті на початку квітня заарештованому студентові було пред'явлено звинувачення, в якому констатувалося:

| «Адаменко Н. П., будучи враждебно настроенным к советской власти, на протяжении длительного периода времени среди своего окружения проводил антисоветскую националистическую агитацию, возводил клевету на советский строй, колхозную систему сельского хозяйства, руководителей советского государства и коммунистической партии. Выражая свою ненависть к советской власти, занимался сочинением различных антисоветских записей в стихотворной форме, а также изучал и распространял националистическую литературу»… |
11 квітня 1953 року попереднє слідство було завершене й слідча справа переслана до київського обласного суду.
14 травня відбувся її розгляд на закритому судовому засіданні під головуванням судді Грабовської за участю прокурора Утіної. Разом з Адаменком судили його однокурсників Григорія Волощука і Ростислава Доценка, хоча за попереднім задумом емдебістських сценаристів на лаві підсудних поряд з університетськими «Вумниками» мали сидіти недовчені музики, художники, інженери, агрономи, сільські механізатори. Смерть Сталіна незабаром послабила терор, але за інерцією судова система ще виносила обвинувальні вироки невинним. 14 травня 1953 року суддя винесла Адаменку обвинувальний вирок за статтями 54-10 ч. 2 та 54-11 КК УРСР і засудила до 10 років таборів і трьох років обмеження в правах. Покарання відбував у концтаборі Нироблаг (Північний Урал), працював на лісоповалі.
Лише в червні 1956 року на підставі рішення Комісії президії Верховної Ради СРСР звільнений з концтабору через відсутність злочину, але не реабілітований. Довго не мав роботи. Деякий час працював вантажником на ст. Доч (Велика Доч) Борзнянського району, потім — у рідному селі в колгоспі різноробом, обліковцем, бригадиром садово-городильної бригади. Вступив до Борзнянського технікуму плодоовочівництва на заочне відділення.
Лише 1962 року після остаточної реабілітації його поновили в університеті на четвертий курс українського відділення філологічного факультету, заочно. Працював учителем української мови, літератури та музики в Полюшкинській восьмирічній школі Новгород-Сіверського району. Через 8 років переїхав у смт Сосниця, де працював учителем у середній школі ім. Довженка до виходу на пенсію.

## Нагороди
- Орден «За мужність» III ступеня (2005) — «за вагомий особистий внесок у національне та державне відродження України, самовідданість у боротьбі за утвердження ідеалів свободи та незалежності, активну громадську діяльність»[3][6].
- Звання «Почесний громадянин Сосниччини» (2009) — присвоєно Сосницькою районною радою «за вагомий особистий внесок у відродження історико-культурної спадщини Сосницького району, активну громадську діяльність»[7].

## Творчість
Твори Миколи Адаменка публікувалися у журналах та збірках. Його творчість сповнена мужності, відкритості, болю й переживань за майбутнє України.
У 1985 році вийшла перша поетична збірка «Повінь». Потім побачили світ ще кілька книг, серед яких у 2001 році — книга прози (роман «Закон — тайга» і 13 новел), а 2003 року — продовження роману. Перша і друга книги стали книжками року на Чернігівщині, за них Адаменка було удостоєно обласних премій імені Б. Грінченка та імені М. Коцюбинського.
2001 року почав працювати над книгою «Історія Сосниці та її довкілля», долучивши до праці ще кількох краєзнавців.

## Джерело
- Письменницький довідник [Архівовано 30 червня 2008 у Wayback Machine.]